# Simone Monvert
 (avril 2024).
Si vous disposez d'ouvrages ou d'articles de référence ou si vous connaissez des sites web de qualité traitant du thème abordé ici, merci de compléter l'article en donnant les références utiles à sa vérifiabilité et en les liant à la section « Notes et références ».
Simone Monvert (1904-1944) est une première assistante de Police.

## Enfance
Simone Monvert est née le 29 novembre 1904 à Sainte-Adresse, en Seine-Maritime. Sa famille protestante est originaire de Suisse. Un de ses aïeules, César-Henri Monvert (1784-1848) fut bibliothécaire de la ville de Neuchâtel et un proche ami de Rodolphe Töpffer, reconnu aujourd’hui comme le créateur de la bande dessinée francophone. Simone Monvert optera pour la nationalité française comme ces deux frères. Ses parents et sa sœur Odette, garderont leur nationalité suisse. Après un séjour en Angleterre à Londres de 1900 à 1903 ou le père de Simone, Ernest Monvert exerce son métier de négociant, la famille s’installe à Sainte Adresse, commune proche du Havre. La famille réside à Paris à partir de la fin des années 1910.

## Formation
Issue du corps des assistantes sociales, Simone Monvert a suivi la formation de l’École pratique de service social fondé par le pasteur Paul Doumergue. Elle séjournera durant plus d’un an en Angleterre en 1931 et parle couramment l’anglais. Entre 1932 et 1935 Simone Monvert est assistante sociale au centre de l’Office de Protection Maternelle Infantile du Xème arrondissement dirigée par Ysabel de Hurtado (1891-1983). Elle reçoit le 27 mars 1935 un prix au concours de Anne Murray Dike pour son mémoire, « travail et persévérance ». Il porte sur deux monographies de famille dont la situation matérielle et les conditions de vie ont été profondément altérées avec la crise économique. Le prix est remis par Melle Delagrange.

## Activité dans la police
Nommée par le préfet de police de Paris, Roger Langeron, le 8 avril 1935, Simone Monvert  est la première assistante de police de Paris. Sa nomination est le fruit d’un long travail de lobbying par le Conseil national des femmes françaises et de femmes engagées dans la lutte pour l’égalité des hommes et des femmes ( Georgette Barbizet, Margueritte Pichon Landry, Hélène Campinchi et Cécile Brunschvicg), auprès du Conseil municipal de Paris . Avec sa collègue Berthe Rolland, elles forment la première brigade féminine de la police municipale. Le choix des candidates se fait en fonction de leur formation et de leur capacité physique : elles doivent être issues du corps des assistantes sociales et être en bonne condition physique pour mener à bien le travail sur la voie publique. Leur mission principale couvre la protection de l’enfance, notamment dans la répression du vagabondage scolaire. Elles peuvent exercer le droit d’arrestation et d’amendes mais sont interdites du port d’arme. Ces assistantes de police sont placées sous l’autorité du préfet et doivent travailler avec les commissaires d’arrondissements. Leur mission va au-delà des enquêtes sociales puisqu’elles sont amenées à travailler sur la voie publique en surveillant notamment les sorties d’école, les jardins, les gares. Ce qui constitue une véritable révolution pour cette époque.  Leur uniforme, confectionné par la Belle Jardinière, est très proche de celui de assistantes sociales : manteau de teinte « bleu préfecture », uniforme constitué d’une veste et d’une jupe bleue, chemisier bleu clair, un chapeau de feutre et un insigne de la Ville de Paris. Certaines des candidates refuseront de porter l’uniforme et se désisteront. Simone Monvert devient membre du club des Soroptimist de Paris 1er juillet 1936 présidé par Suzanne Noel, la célèbre chirurgienne esthétique.
Fin 1938, cette brigade d’assistante de police sera constituée de 5 femmes : Simone Monvert, Berthe Rolland, Jeanne Begou, Odile Rieder et Huguette Laurent.
Avec l’entrée en guerre en septembre 1939 et après l’épisode de l’exode en mai et juin 1940 ou les assistantes de police ont été fortement mobilisées, Simone Monvert décide de partir de la préfecture de police en octobre 1940. Elle rejoint le Secours National  à Amiens comme assistante principale. En 1942, elle commence un traitement médical à l’hôpital de Villejuif ou elle est suivie par le professeur Gustave Roussy. Elle fera plusieurs séjours de convalescence au préventorium de l’abbaye de Valloires dirigé par Thérèse Papillon.
Simone Monvert a tenu le journal de son activité au sein de la police municipale, des prémices de sa nomination à l’automne 1934 au 31 décembre 1938.
Elle décède le 7 aout 1944.

## Sources bibliographiques
- Revue d’histoire du protestantisme, publiée par SHPF, Droz, Tome 8, octobre-novembre-décembre 2023, Corinne Gibello-Bernette, page 628-631
- Pierre-Arnold Borel et Jacqueline Borel, César-Henri Monvert originaire d'Auvernier, de La Sagne et de Couvet, bourgeois de Neuchâtel et de Valangin : sa famille et son ami l'artiste peintre Gabriel Lory, La Chaux-de-Fonds, J. et P.-A. Borel, 2007.César-Henri Monvert
- Rodolphe Töpffer et Jacques Droin (Dir.), , Genève, Droz, 2002-
- Jean Bastide, une école pratique de service social dans le siècle, L’Harmattan, 2013, page 29-70 https://www.editions-harmattan.fr/livre-une_ecole_de_service_social_dans_le_siecle_de_l_invention_du_social_au_social_en_question_jean_bastide-9782343019444-41792.html
- Dossier Prix Murray Dike, mars 1935, archives nationales.Anne Murray Dike
- Geneviève Pruvost, De la sergotte à la femme flic, une autre histoire de l’institution policière, 1935-2005. Edition La découverte 2008.https://www.editionsladecouverte.fr/de_la__sergote__a_la_femme_flic-9782707152190
- Christian Chevandier, Policiers dans la Ville, folio histoire, 2012, page 467 à 472.https://www.folio-lesite.fr/catalogue/policiers-dans-la-ville/9782070439690
- Geneviève Pruvost, l’accès des femmes à la violence légale, la féminisation de la police 1935-2005.https://bahf-psl.obspm.fr/thesis/ext-000016049
- Berthe Rolland-Hélène Reybier, Vers un nouveau régime des mœurs-La police Féminine, Paris, Cartel d’action morale 1947.https://criminocorpus.org/en/bibliographie/ouvrages/106638/
- Genevieve Poujol.Un feminismesous tutelle,les protestantes francaise 1810-1960,  Les éditions de Paris – Max Chaleil, 2003, 286 p.https://journals.openedition.org/assr/2456